# Yahya ibn Ismaïl al-Mamun
Yahya ibn Ismaïl al-Mamun (àrab: يحيى بن إسماعيل المأمون, Yaḥyà b. Ismāʿīl al-Maʾmūn) (mort a Còrdova, 1075) fou un membre de la dinastia Banu Dhi-n-Nun i sobirà de l'emirat de Tulàytula (Toledo) entre els anys 1043 i 1075.

## Orígens
Era fill d'Ismaïl ibn Dhi-n-Nun, a qui va succeir al govern de l'emirat, amb el títol d'Al-Mamun.

## Govern
Va ser capaç de crear una brillant i luxosa cort, i de fer grans obres per a l'embelliment de la ciutat. El seu regnat, però, no va ser gens tranquil i va haver d'enfrontar un bon nombre de conflictes.
Després d'una sèrie d'atacs de Ferran I de Castella, va haver de jurar com a vassall, el 1062. Malgrat això va ajudar al seu gendre, Abd-al-Màlik de València, quan el rei castellà va assetjar la ciutat. Més tard Ferran, malalt, hagué d'abandonar València i Al-Mamun aprofità el moment i es va apoderar de la taifa en 1064, que va ser incorporada a la de Toledo fins a la seva mort en 1075.

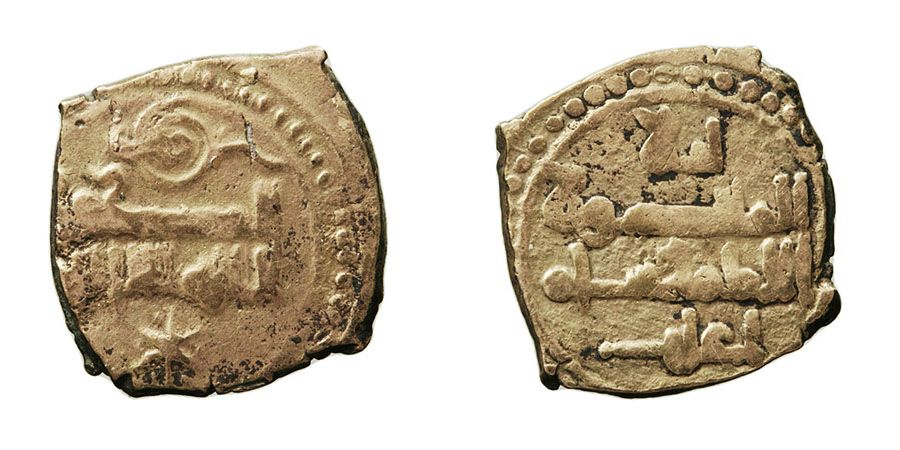
Fracció de dinar de la Taifa de Toledo i València sota el regnat d'Al-Mamun

També va guerrejar contra Sulayman ibn Muhàmmad al-Mustaín de l'emirat de Saraqusta i després contra Abu-Bakr Muhàmmad al-Mudhàffar de l'emirat de Batalyaws.
Més tard, intentà ocupar la República de Qurtuba, i arribà a assetjar Qurtuba el 1069, però fracassà quan Al-Mútamid de l'emirat d'Ixbíliya va acudir en ajuda de l'antiga capital del Califat.
En 1072 va acollir a Toledo Alfons VI de Castella, que havia perdut el tron a mans de son germà Sanç II. A partir d'aquí es va desenvolupar una gran amistat entre els dos sobirans i Al-Mamún seria, fins a la seva mort, aliat fidel del monarca castellà.

En 1074, un tal Ibn Ocasha s'apoderà de Còrdova i li va oferir la ciutat. Al-Mamun es va traslladar a Còrdova, on va morir enverinat (no sabem per qui) en 1075. A Toledo el va succeir el seu net Yahya al-Qàdir, fill de son fill, Ismaïl ibn Yahya, mort abans que ell. En València s'alçà Abu-Bakr ibn Abd-al-Aziz, germà d'Abd-al-Màlik, que recuperà el tron per a la seva família.

## Consort
Va estar casat amb Zayda que més tard es faria cristiana amb el nom d'Isabel, i es casaria amb Alfons VI de Castella.